# Aiàntida
Aiàntida (grec antic: Αἰαντίς) era el nom d'una tribu de l'antiga Atenes que tenia sis demos. L'heroi epònim que li donava el nom era Àiax el Gran.
Aquesta va ser la novena tribu que es va establir amb les reformes de Clístenes. Marató era un dels demos que hi havia dins dels seus límits. Segons Plutarc, cinquanta-dos membres d'aquesta tribu van morir a causa de les ferides sofertes a la batalla de Platea.
El dramaturg Èsquil era originari del demos d'Eleusis un dels llocs d'aquesta tribu. La seva família formava part dels eupàtrides.